# Puget Sound

Puget Sound műholdképe

A Puget Sound (IPA: [ˈpjuːdʒɪt saʊnd]) öböl az Egyesült Államok Washington államának északnyugati részén, a Salish-tenger része.

## Nevének eredete
Puget Soundot George Vancouver egyik tisztjéről, Peter Pugetről nevezte el, míg a terület indiánjai Puget Soundot "Whulge"-nak nevezték.

## Földrajza
Az Amerikai Egyesült Államok Washington államának nyugati részén húzódó, mintegy 150 km hosszú szigetekben gazdag, széles elágazású öböl a Juan de Fuca-szoros torkolatok, összekötő tengersávok és medencék összetett komplexuma, amelyeknek két kivezető útja van a Juan de Fuca-szorosba. A legnagyobb ilyen kivezetés, az Admiralty-szoros nyugatról a Whidbey-szigetet, a másik kivezetés, a Deception Passage pedig keletről ugyanezt a szigetet szegélyezi. A Desepschene Passage azonban a Juan de Fuca-szorossal való teljes vízcserének csak 2%-át szállítja[4]. A Puget-rendszer északról délre közel 160 kilométer hosszan húzódik. Az öblök átlagos mélysége 62 méter, a legnagyobb mélység (Indianola és Kingston lakott területei között) pedig eléri a 280 métert.
Az amerikai földtani intézet a Puget-t sok csatornával és elágazással rendelkező öbölként definiálja; pontosabban víz alá süllyedt gleccservölgyek rendszere. Az öblöt az év folyamán rendkívül rendszertelenül táplálja a Mount Olympic és a Cascade-hegység vízgyűjtőjéből származó édesvíz. A Pugetbe ömlő folyóvíz éves átlagos teljes vízhozama 1200 m³/s, a havi maximum 10 400 m³/s, a minimum pedig mindössze 400 m³/s. A vízhozam a Puget-öbölben nem haladja meg az 1 000 m³/s-ot, a havi maximum pedig a 400 m³/s-ot. A rendszer teljes partvonalának hossza 2144 kilométer, vízfelülete pedig 2600 km²[4]. A Puget-öböl teljes víztérfogata 110 km³; az öböl medencéjének területe 31 440 km²[5]. Az öbölrendszerben számos sziget található. A Puget nevet nemcsak az öbölrendszerre, hanem a partjainál fekvő régióra is használják.
A Kitsap-félsziget két részre osztja az öblöt, a keleti részre, a tulajdonképpeni Puget Soundra, és a nyugati részre, a hosszú Hood Canal-fjordra.

## Története

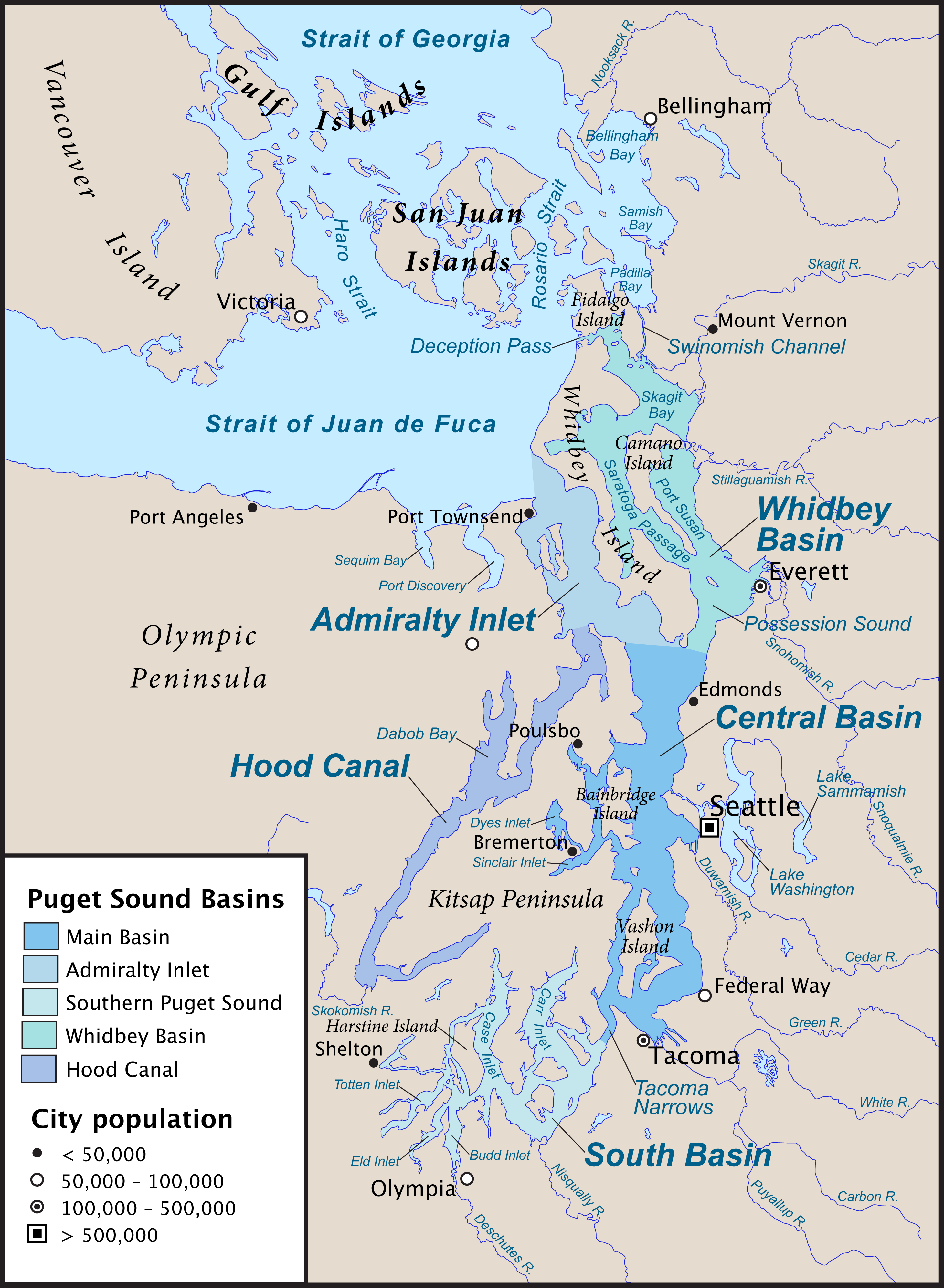
Puget Sound térképen

A Puget Sound területe ősidők óta lakott. Területén számos őslakos nép, például a lushootseed-nyelvű nép, valamint a Twana, Chimakum és Klallam népek otthona. A Puget Sound térségében az őslakosság legkorábbi ismert jelenléte az i. e. 14 000 és i. e. 6000 közötti időszakra tehető.
George Vancouver, a brit királyi haditengerészet kapitánya volt az, akit a legendás Északnyugati átjáró felkutatására küldtek. Hajója 1792. május 19-én vetett horgonyt Seattle partjainál, ekkor fedeze fel Puget Soundot, és még ugyanabban az évben június 4-én Nagy-Britannia számára igényt is tartott rá, és egyik tisztjéről, Peter Puget hadnagyról nevezve el. A továbbiakban az egész területet New Georgia-nak nevezte el III. György brit király után. 1818 után Nagy-Britannia és az Egyesült Államok is igényt tartottak az Oregon-országra, megállapodvakó a "közös birtoklásban", és az oregoni határvita megoldását az 1846-os "oregoni egyezmény"-ig halasztották. A Puget Sound 1846-ig a vitatott terület része volt, majd 1846 után amerikai terület lett.
1824 végén a Hudson's Bay Company James McMillan vezette expedíciója volt az első nem őslakos csoport, amely George Vancouver 1792-es fellépése óta belépett a Puget Sound területére. 
Az első nem őslakos település a Puget Sound területén Fort Nisqually volt, a Hudson's Bay Company (HBC) 1833-ban épített szőrmekereskedelmi állomása, amely a HBC Columbia körzetéhez tartozott, amelynek központja Fort Vancouverben volt. 1838-ban a HBC szubvenciós művelete, a Puget Sound Mezőgazdasági Társaság részben azért jött létre, hogy erőforrásokat és kereskedelmet szerezzen, valamint hogy tovább erősítse a brit igényt a régióra. 1840-re J. P. Richmond és W. H. Wilson misszionáriusok két évig jártak Fort Nisquallybe. 1840-ben a HBC megalapította a Puget Sound Mezőgazdasági Társaságot. A brit hajók, mint például a Beaver, élelmiszert és ellátmányt exportáltak Fort Nisquallyből, és végül a Puget Sound faanyagát exportálták, mely iparág hamarosan megelőzte a domináns szőrmekereskedelmi piacot, és a korai Puget Sound gazdaságának motorja lett.
Az első szervezett amerikai felfedező expedíció Charles Wilkes parancsnok vezetésével zajlott, akinek csapata 1841-ben hajózott fel a Puget Soundon. Az első állandó amerikai település a Puget Soundon Tumwater volt, amelyet 1845-ben az Oregon Trail-en keresztül érkező amerikaiak alapítottak. A Columbia folyótól északra történő letelepedés mellett részben azért döntöttek, mert az egyik telepes, George Washington Bush fekete bőrűnek számított, és az Oregoni Ideiglenes Kormány megtiltotta a mulattok letelepedését, de a folyótól északra nem érvényesítette aktívan a korlátozást. 1853-ban Washington állam területét  Oregon területének egy részéből alakították ki. 1888-ban a Northern Pacific vasútvonal elérte a Puget Soundot, összekötve a régiót a keleti államokkal. 1889-ben a felhatalmazó törvény részeként Washington államot felvették az unióba, és a régió határai azóta is változatlanok maradtak.

## Források

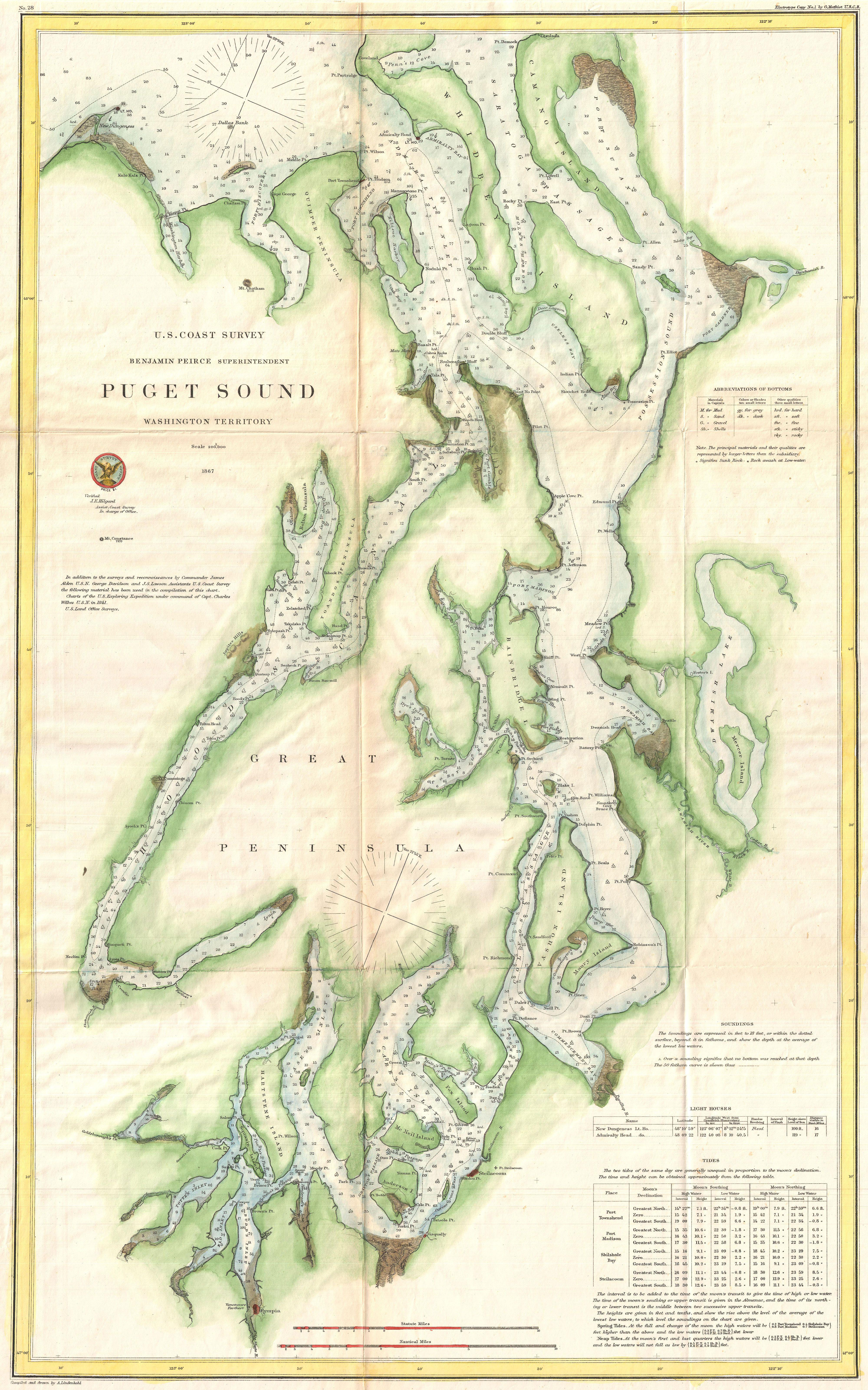
U.S. Coast Survey tengerészeti térkép a Puget Soundról, Washington terület, 1867

## Fordítás
- Ez a szócikk részben vagy egészben  a   Puget Sound című angol Wikipédia-szócikk fordításán alapul.  Az eredeti cikk szerkesztőit annak laptörténete sorolja fel. Ez a jelzés csupán a megfogalmazás eredetét és a szerzői jogokat jelzi, nem szolgál a cikkben szereplő információk forrásmegjelöléseként.